# Talara

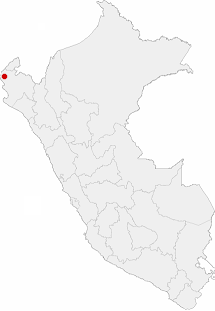

Talara este un oraș din Peru.